# Etanol cel·lulòsic

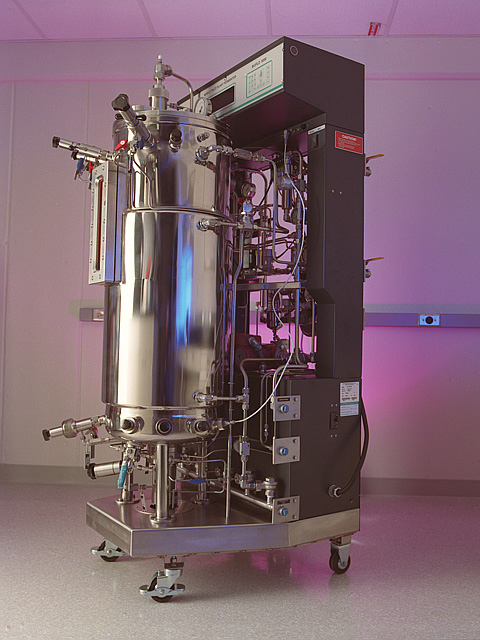
Bioreactor

L'etanol cel·lulòsic és un biocombustible produït a partir de la fusta, herbes, o parts no comestibles de les plantes. És un tipus de biocombustible prodüit a partir de la lignocel·lulosa, un material estructural que comprèn gran part de la massa de les plantes. La lignocel·lulosa està composta principalment de cel·lulosa, hemicel·lulosa i lignina. El Panicum virgatum (Switchgrass), la polpa de la fusta i els subproductes de la gespa i del manteniment dels arbres urbans són alguns dels materials cel·lulòsics més populars per la producció d'etanol a partir de la lignocel·lulosa que tenen l'avantatge de ser materials diversos i abundants però es necessiten en grans quantitats per poder ser processats i produir els monòmers del sucre disponibles per als microorganismes que típicament es fan servir per a produir etanol per fermentació.
Segons un estudi del Departament d'Energia dels Estats Units dirigit per Argonne National Laboratory de la Universitat de Chicago, un dels beneficis de l'etanol cel·lulòsic és que redueix les emissions de gasos hivernacle un 85% sobre la gasolina reformulada. Com a contrast, l'etanol de midó (per exemple de la dacsa), pot no reduir les emissions de gas hivernacle segons com es fabriqui.